# Crepidostomum farionis
Crepidostomum farionis är en plattmaskart. Crepidostomum farionis ingår i släktet Crepidostomum och familjen Allocreadiidae. Inga underarter finns listade i Catalogue of Life.